# Welsh
Welsh – miasto w Stanach Zjednoczonych, w stanie Luizjana, w parafii Jefferson Davis.